# Michael Gutmann

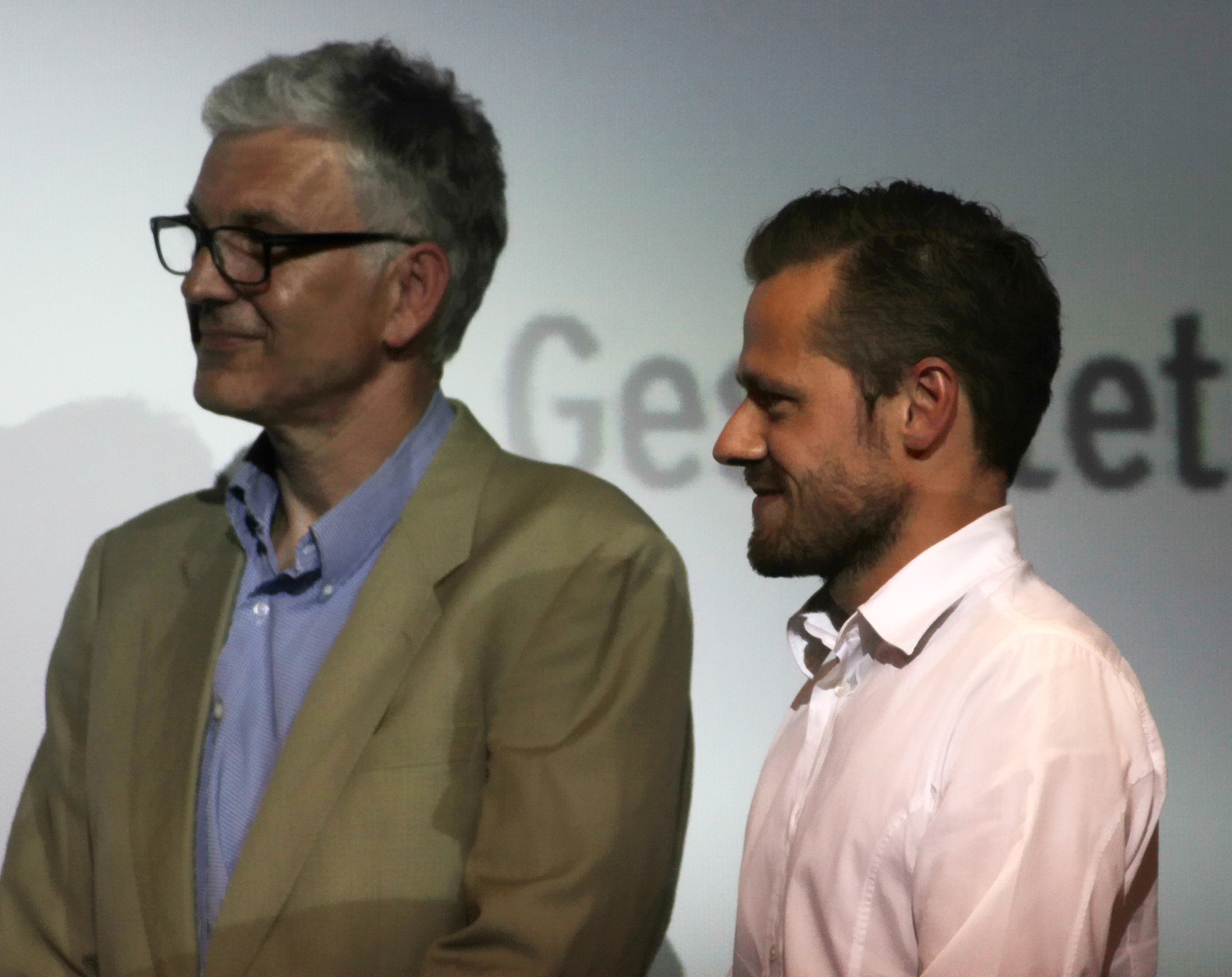
Michael Gutmann (links)

Michael Gutmann (* 20. Juni 1956 in Frankfurt am Main) ist ein deutscher Drehbuchautor und Regisseur.

## Leben und Werk
Er studierte zuerst Kunst und Deutsch auf Lehramt an der Johann Wolfgang Goethe-Universität in Frankfurt am Main, arbeitete danach aber zuerst als Zeichner und Autor unter anderem für das Satiremagazin Titanic, so etwa mit Bernd Pfarr, mit dem ihn eine Freundschaft bis zu dessen Tode verband. 
Schließlich begann er ein zweites Studium an der Hochschule für Fernsehen und Film München, wo er 1986 als Regisseur mit dem Film Cargo (unter anderem kofinanziert vom ZDF) abschloss. Es folgten mehrere Regiearbeiten für Fernsehserien (unter anderem Ein Fall für zwei) und diverse Kurzfilme. Der Durchbruch als Drehbuchautor im Kino gelang ihm 1995 mit dem Film Nach Fünf im Urwald unter der Regie von Hans-Christian Schmid. 1998 wurde der von ihm geschriebene und inszenierte Fernsehfilm Nur für eine Nacht unter anderem mit dem Adolf-Grimme-Preis ausgezeichnet. Neben weiteren eigenen Arbeiten als Regisseur erregte Michael Gutmann aber vor allem Aufmerksamkeit durch seine weiteren Zusammenarbeiten mit Hans-Christian Schmid, mit dem er zusammen die Filme 23 – Nichts ist so wie es scheint, Lichter und die Romanadaption Crazy anfertigte. 
Seit dem Ende der neunziger Jahre trat Michael Gutmann auch als Dozent vor allem für Drehbuch in Erscheinung und war ab 2005 der erste Lehrstuhlinhaber für Drehbuch an der HFF München. Er lebt in München.
2024 wurden Kathrin Richter und Lea Schmidbauer als Nachfolgerinnen von Gutmann als Professorinnen an die HFF München berufen.

## Filmografie
- 1987: Cargo (Regie und Buch)
- 1990: Von Zeit zu Zeit (Regie und Buch)
- 1993: How I got rhythm (Regie und Buch)
- 1995: Tatort – Der König kehrt zurück (Regie und Buch)
- 1995: Rohe Ostern (Regie und Buch)
- 1996: Nach Fünf im Urwald (Buch)
- 1997: Nur für eine Nacht (Regie und Buch)
- 1998: Glatteis (Regie und Buch)
- 1998: 23 – Nichts ist so wie es scheint (Buch)
- 1999: Crazy (Buch)
- 2001: Herz im Kopf (Regie und Buch)
- 2003: Lichter (Buch)
- 2004: Denk ich an Deutschland – Familienreise (Regie und Buch)
- 2005: Der Maler Bernd Pfarr (Dokumentation)
- 2006: Tatort – Das namenlose Mädchen (Regie)
- 2008: Tatort – Der oide Depp (Regie)
- 2008: Krabat (Buch)
- 2009: Mein Leben – Marcel Reich-Ranicki (Buch)
- 2010: Die letzten 30 Jahre (Regie)
- 2012: Bamberger Reiter. Ein Frankenkrimi (Regie)
- 2014: München Mord: Die Hölle bin ich (Regie)
- 2021: Zwischen uns (Buch)
- 2022: Wir sind dann wohl die Angehörigen (Buch)
- 2024: Die Herrlichkeit des Lebens (Buch)

## Auszeichnungen
- 1990: Bundesfilmpreis für Von Zeit zu Zeit
- 1993: F.W.Murnau-Preis des Kinoverbandes und Prädikat Besonders Wertvoll für How I got rhythm
- 1997: Goldener Löwe für das beste Drehbuch von Nur für eine Nacht
- 1998: Adolf-Grimme-Preis für Drehbuch und Regie von Nur für eine Nacht
- 2004: Bayerischer Filmpreis für das Drehbuch von Lichter, im selben Jahr Auszeichnung als bester Drehbuchautor bei der Cologne Conference